# Palacio del Conde de los Andes
El Palacio del Conde de los Andes (también conocido como Palacio del Virrey Laserna) es un palacio situado en Jerez de la Frontera, Andalucía, España. Es de estilo neoclásico aunque tiene detalles de estilos anteriores.

## Historia
El palacio está construido sobre cimientos de construcciones árabes. Tras obras en el edificio se ha encontrado un alicatado nazarí del siglo XIII y otros elementos. El Palacio lleva en la misma familia desde la Reconquista de Jerez en el siglo XIII. En el siglo XVIII se le realiza una gran reforma que le da el aspecto neoclásico que tiene el Palacio hoy en día. También es en el siglo XVIII que nace en la casa José de la Serna y Martínez de Hinojosa, primer Conde de los Andes y último Virrey del Perú. Es en homenaje a su persona que el palacio se denomina Palacio del Virrey Laserna. Desde entonces ha sido la residencia habitual de los Condes de los Andes. 

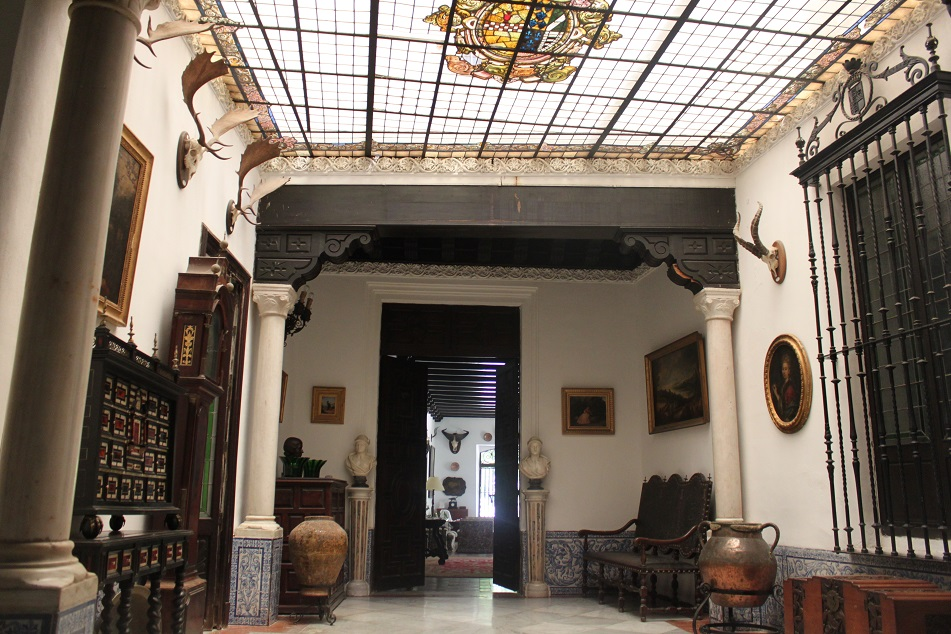
Patio de entrada al Palacio del Virrey Laserna

## Conservación
El Palacio está en muy buen estado de conservación, por haber sido la residencia tradicional del título nobiliario de Conde de los Andes y haberse mantenido habitada

## Patrimonio
El Palacio cuenta con un rico patrimonio que desde abril de 2015 la familia ha abierto para visitas

## Edificio anejo
EN 1925, con motivo de la Coronación Canónica de la Virgen del Carmen en Jerez de la Frontera, el VI Conde de los Andes, Francisco Moreno Zuleta ,para alojar al gobierno que acudió en pleno a la cita, mandó construir un nuevo edificio anejo al Palacio. Este edificio está incorporado al Palacio hoy en día.

## Corrala
En los jardines del actual Palacio existió una corrala en el siglo XVII que tenía su entrada por la calle Santa Isabel. En su día hacía esquina con una calle hoy desaparecida, la calle Comedias